# Cangjie (metodo di input)

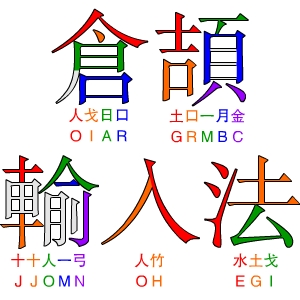
Codifica di "倉頡輸入法" (cangjie) in Caratteri cinesi tradizionali, con sotto la codifica Cangjie.

Cangjie (倉頡輸入法T, 仓颉输入法S, Cāngjié shūrùfǎP, cantonese Jyutping :Cong¹ Kit³ syu¹jap⁶faat³) è un metodo di input informatico per la lingua cinese basato sulla composizione grafica e sull'etimologia dei caratteri. Deriva il suo nome dal leggendario Cangjie (仓颉/仓頡), mitico ministro dell'imperatore giallo che avrebbe inventato i caratteri cinesi.
I caratteri cinesi sono migliaia e per ovvi motivi non possono essere rappresentati tutti sui tasti di una normale tastiera. Adoperando il metodo di input Canjie, si può generare di volta in volta il carattere desiderato a partire dal suo radicale o dalla struttura del carattere stesso, oppure ricorrendo a entrambi i criteri. Ciò è possibile grazie alle corrispondenze tra la tastiera e i tratti grafici fondamentali che costituiscono i caratteri cinesi.
Ai vari tasti corrispondono infatti diversi radicali (字根), gruppi di tratti grafici elementari, che stanno alla base della composizione dei caratteri cinesi. I radicali principali sono 26, ma poiché ogni carattere può essere rappresentato con diversi orientamenti, e ad ognuno di essi può essere associata una o più delle diverse forme ausiliarie (輔助字形), essi coprono un insieme di 214 caratteri di base. I caratteri complessi vengono generati tramite un metodo logico che parte da presupposti simili.

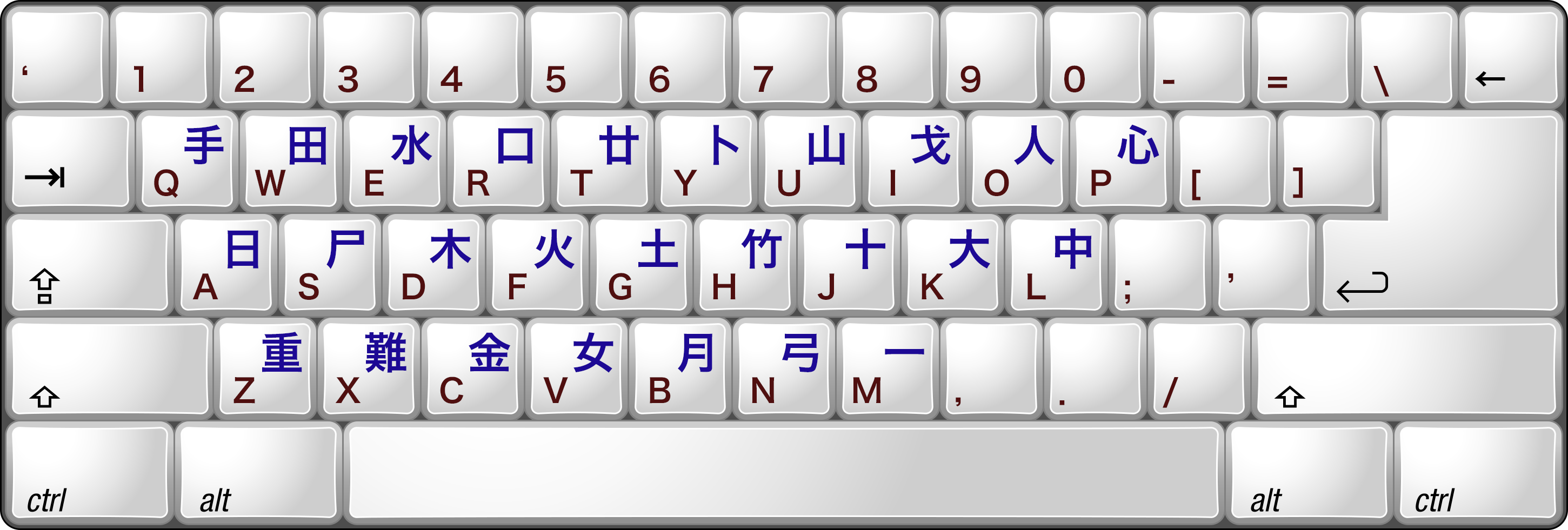
Rappresentazione della disposizione dei caratteri del método cangjie su una tastiera QWERTY

## Qualche esempio d'utilizzo
- Composizione semplice mediante i radicali :
  - 找 (zhǎo, cercare)  dobbiamo cominciare con la parte sinistra del carattere: nel nostro caso: 扌, forma modificata per mano Dobbiamo quindi premere il pulsante 手 (shǒu mano, (nelle tastiere QWERTY è Q) e poi completare con il carattere della parte destra: 戈 (Ge, arma, tasto I).

- Composizione per tratti e forme :
  - 王 (wáng, re) : quando si disegna quest'ideogramma, si inizia tracciando il tratto orizzontale superiore: 一 (yī uno, tasto M), quindi si aggiunge 土 (tǔ, terra, G).

- Misto delle due tecniche: radicali e tratti/forme
  - 颉 (jié, utilizzato nel nome del metodo, ma che può valere anche xié) : si comincia con la parte sinistra composta da 士 (shì, letterato o soldato) in alto e da 口 (kǒu, la bocca) in basso. Si parte perciò dal carattere 土 (tǔ, la terra, graficamente simile a 士 che non esiste sulla tastiera), poi si digita 口 (tasto R). Neppure il secondo carattère 页(yè, foglia, pagina) non c'è sulla tastiera, se ne traccia solo il primo tratto, nell'ordine di composizione del carattère : 一 (yī, uno) ed abbiamo finito. Se il primo tratto non è sufficiente, si continua con quelli successivi.